# Balzac i mała Chinka
Balzac i mała Chinka (chiń. upr. 巴尔扎克与小裁缝; chiń. trad. 巴爾扎克與小裁縫; pinyin Bā’ěrzhākè yǔ xiǎo cáiféng; fr. Balzac et la petite tailleuse chinoise) – chińsko-francuski dramat obyczajowy z 2002 roku w reżyserii Dai Sijie. Scenariusz oparty został na podstawie jego autobiograficznej powieści Balzac i chińska Krawcówna z 2000 roku. Zdjęcia kręcono w prowincji Hunan.

## Fabuła
Akcja filmu toczy się w okresie rewolucji kulturalnej. Jego bohaterami są dwaj studenci, Luo Min i Ma Jianling, z powodu burżuazyjnego pochodzenia zesłani na wieś w ramach reedukacji przez pracę. Tam poznają wnuczkę wiejskiego krawca. Zafascynowani dziewczyną zaczynają jej potajemnie czytać zakazane powieści Flauberta, Balzaca czy Dostojewskiego. Lektura na zawsze zmienia życie krawcówny.

## Obsada
- Zhou Xun – Krawcówna
- Liu Ye – Ma Jianling
- Chen Kun – Luo Min
- Wang Shuangbao – naczelnik wioski
- Cong Zhijun – Stary krawiec
- Wang Hongwei – Czterooki
- Xiao Xiong – Matka Czterookiego
- Tang Zuohui – pracownik młyna
- Fan Qingyun – lekarz[2]

## Wyróżnienia
- 2003 – nominacja do Złotych Globów w kategorii najlepszy film zagraniczny[3]